# Ученик Ведьмака
«Ученик Ведьмака» (англ. The Spook's Apprentice) — художественная книга Дилейни Джозефа, описывающая приключения седьмого сына. Издана в 2004 году, с неё началась серия романов «The Wardstone Chronicles».

## Сюжет
Двенадцатилетний Том Уорд прожил всю свою жизнь в небольшом селении в графстве Ланкашир. Так как он седьмой сын седьмого сына и потому имеет способность видеть, слышать и чувствовать призраков, может сражаться с другими сверхъестественными существами, родители Тома отдали его для обучения Ведьмаку по имени Джон Грегори.
Большинство других учеников Ведьмака не смогли закончить обучение из-за того, что они были трусливы, непослушны или умерли. Одним из погибших был Билли Брэдли, который сильно пострадал во время охоты на особо опасного домового и, вследствие этого, скончался. Ведьмак приводит Тома в «летний дом» — на окраине Чипендена. Ещё по пути к Чипендену Тому приходится пройти несколько испытаний. Дом на окраине Чипендена защищен от нежелательных посетителей домовым, который к тому же заправляет хозяйством.
Том отправляется на прогулку, чтобы купить еду для дома. Он получает строгое предупреждение от Ведьмака: «не говори с девочками в остроносых туфлях». По дороге домой несколько мальчишек примерно того же возраста, что и Том, угрожают ему, если он не даст им еду. Том отказывается и мальчики начинают вырывать мешок с едой, когда вдруг появляется девочка в остроносых туфлях и прогоняет их. Таинственную девочку зовут Алиса и она состоит в родстве с одними из самых опасных ведьм в округе: Мамашей Малкин и Костлявой Лиззи. Костлявая Лиззи, с которой живёт Алиса, для магии использует кости тех, кого она убивает.
Мамаша Малкин была одной из самых злобных ведьм и использовала магию крови, тип колдовства, который включает в себя собирание крови жертв. Она встречала молодых беременных женщин, а затем с помощью сына Клыка убивала их и забирала их кровь и кровь нерождённых младенцев. Ведьмак посадил Мамашу Малкин в яму в своём саду с 13 железными прутьями, чтобы она не могла сбежать.
Алиса обманом заставляет Тома освободить Мамашу Малкин. Ведьмак далеко, поэтому Том должен сам исправить свою ошибку. Мамаша Малкин, её сын Клык — человек с огромным количеством зубов и невероятной силой, рождённый ведьмой, и Костлявая Лиззи похищают Тома и сажают его в яму. Алиса помогает Тому избежать смерти. Том сражается с Малкин и побеждает её, добивая рябиновым посохом, и сбрасывает в реку. Ведьмак возвращается домой, убивает Клыка и захватывает Костлявую Лиззи. Затем он проверяет Алису, чтобы увидеть является ли она злом или нет. Ведьмак по-прежнему считает, что она могла быть такой.
Том возвращается домой, чтобы навестить свою семью, и по пути понимает, что Мамаша Малкин последовала за ним. Она вселяется в тело мясника на семейной ферме Тома, но с помощью Алисы Том убивает злую ведьму и скармливает её свиньям, чтобы она не могла возродиться.

## Основные персонажи
- Том Уорд — ученик Ведьмака
- Джон Грегори — Ведьмак, охраняющий землю от зла и усмиряющий нечисть
- Алиса Дин — ведьма, подруга Тома
- Мамаша Малкин — злая ведьма
- Костлявая Лиззи — злая ведьма
- Джек Уорд — брат Тома
- Элли Уорд — жена Джека
- Ламия/Зенобия — мать Тома
- Джон Уорд — отец Тома
- Билли Бредли — призрак одного из учеников Ведьмака, провалившего обучение, но не в фильме

## Отзывы
Книга в целом получила положительные отзывы и оценку 3,97/5 на Goodreads, что является одним из самых низких рейтингов этой серии.

## Зарубежные издания
- В США книга вышла под названием The Last Apprentice: Revenge of the Witch.
- В России книга была выпущена издательством Домино в 2011 году под названием «Ученик Ведьмака»; в 2014 году книга была переиздана издательством Эксмо под названием «Седьмой сын».

## Экранизация
В 2014 году по сюжету книги был снят фильм «Седьмой сын». В главных ролях Бен Барнс, Алисия Викандер и Джулианна Мур Премьера фильма в США состоялась 6 февраля 2015 года в форматах 3D и IMAX 3D.